# سيكونتنير
بارك دي سيكونتنير (بالفرنسية: Parc du Cinquantenaire، ت.ح. 'حديقة الذكرى الخمسين') أو حديقة اليوبيل (بالهولندية: Jubelpark) هي حديقة حضرية عامة كبيرة من 30 هكتار (74 أكر) في الجزء الشرقي من الحي الأوروبي في بروكسل، بلجيكا.
تم تصميم معظم مباني المجمع لتكون على شكل قوس وهي تهيمن على الحديقة وقد بنيت من قبل الحكومة البلجيكية تحت رعاية الملك ليوبولد الثاني للمعرض الوطني لعام 1880 للاحتفال بالذكرى الخمسين للثورة البلجيكية. خلال المعارض المتتالية في نفس المنطقة، تمت إضافة المزيد من المباني. مثل القوس التذكاري المركزي، المعروف باسم قوس سيكونتنير (بالفرنسية: Arc du Cinquantenaire)، (ب[Triomfboog van het Jubelpark] خطأ: {{اللغة-؟؟}}: تعارض: |links= و|link= أو |الوصلة= أو |الوصلات= (مساعدة))، في عام 1905، ليحل محل النموذج المؤقت السابق للممر بواسطة المهندس البلجيكي جيديون بورديو. تم بناء المباني من الحديد والزجاج والحجر، مما يرمز إلى الأداء الاقتصادي والصناعي لبلجيكا. المنطقة المحيطة 30 هكتار (74 أكر) مليئة بالحدائق الخلابة والبرك والشلالات. كانت الحديقة تضم العديد من الأقسام التجارية والمعارض والمهرجانات في بداية القرن. في عام 1930، قررت الحكومة حجز حديقة سيكنتنير لاستخدامها كمنتزه ترفيهي.
كان المتحف العسكري الملكي هو المستأجر الوحيد للنصف الشمالي من الحديقة منذ عام 1880. النصف الجنوبي مشغول بمتحف الفن والتاريخ ومتحف «سيارات العالم» للسيارات القديمة. بالإضافة إلى معبد المشاعر الإنسانية لفيكتور هورتا، وهو تذكار من عام 1886، ومسجد بروكسل الكبير من عام 1978، في الركن الشمالي الغربي من الحديقة.
يمر الخط 1 من مترو بروكسل ونفق بيليارد من شارع دو لا لوا أسفل المنتزه، ويمر الأخير جزئيًا في قسم مفتوح أمام القوس. أقرب محطات المترو هي شومان إلى الغرب من المنتزه، ومحطة مرود إلى الشرق.

## الإستخدام الحالي
اليوم، يوجد بالحديقة عدد من المباني المختلفة هي:
- المتحف الملكي للقوات المسلحة والتاريخ العسكري.
- متحف الفن والتاريخ.
- متحف أوتوورلد.
- المسجد الكبير في بروكسل.